# Grote Prijs van de Wase Polders 2011
De 1e editie van de Belgische wielerwedstrijd Grote Prijs van de Wase Polders werd verreden op 15 mei 2011. De start en finish vonden plaats in Verrebroek. De winnaar was Gediminas Bagdonas, gevolgd door Niko Eeckhout en Dries Depoorter. Wielerclub 'Het Vliegend Wiel' besloot om, naar aanleiding van haar 50-jarig bestaan, een nieuwe wielerwedstrijd in te richten.

## Wedstrijdverloop
Tijdens de beginfase van de wedstrijd ging Niko Eeckhout, met ondersteuning van zijn ploeg, in de aanval. Na 50 kilometer werden ze gegrepen door een groep met onder meer Kurt Hovelijnck, Björn Leukemans en Thomas De Gendt. Tijdens deze aanval reed Greg Van Avermaet lek, waarna hij de afstand tussen het peloton en de vluchters niet meer kon overbruggen. In de finale reed Gediminas Bagdonas weg.

## Uitslag
| Grote Prijs van de Wase Polders 2011 |                       |                                |          |
| Plaats                               | Naam                  | Ploeg                          | Tijd     |
| Winnaar                              | Gediminas Bagdonas    | Post-Grant Thornton-M.Donnelly | 3u32'20" |
| 2                                    | Niko Eeckhout         | Post-Grant Thornton-M.Donnelly | + 27"    |
| 3                                    | Dries Depoorter       |                                | z.t.     |
| 4                                    | Bert De Backer        | Skil-Shimano                   | z.t.     |
| 5                                    | Kurt Hovelijnck       | Sport Beans-Donckers Koffie    | z.t.     |
| 6                                    | Dieter Vanthourenhout | BKCP-Powerplus                 | z.t.     |
| 7                                    | Thomas De Gendt       | Vacansoleil-DCM                | z.t.     |
| 8                                    | Kenny Terweduwe       | Post-Grant Thornton-M.Donnelly | z.t.     |
| 9                                    | Sven Van Den Houte    | Willems-Accent Jobs            | z.t.     |
| 10                                   | Geert Steurs          | Topsport Vlaanderen-Mercator   | z.t.     |

2011 · 2012 · 2013 · 2014 · 2015 · 2016 · 2017 · 2018 · 2019